# Plataea trilinearia
Plataea trilinearia är en fjärilsart som beskrevs av Alpheus Spring Packard 1874. Plataea trilinearia ingår i släktet Plataea och familjen mätare. Inga underarter finns listade i Catalogue of Life.